# Década de 1500
Séculos: (Século XV - Século XVI - Século XVII)
Décadas: 1450 1460 1470 1480 1490 - 1500 - 1510 1520 1530 1540 1550
Anos: 1500 - 1501 - 1502 - 1503 - 1504 - 1505 - 1506 - 1507 - 1508 - 1509

## Eventos
- 1500 - Descobrimento do Brasil por Pedro Álvares Cabral. [1][2]